# Dymytry
Dymytry je česká metalová kapela z Prahy, která svůj styl označuje jako psy-core. Skupina byla založena roku 2003 Jiřím Urbanem ml., synem Jiřího Urbana, zakladatele kapely Arakain. Image kapely je založená na maskách s motivy hmyzu z dílny Národního divadla, na mohutných kytarových riffech, melodických refrénech a sugestivním zpěvu. Název kapely byl zvolen podle ruské lokomotivy. Do konce března 2025 vystupovala i v zahraničí. Od začátku dubna došlo k rozdělení kapely na Dymytry, která působí v Česku, a Dymytry Paradox, která je určena pro zahraniční publikum.
V anketě Český slavík Mattoni 2017 se mezi skupinami umístila na 6. místě a v anketě Žebřík (2017) se v kategorii skupina roku umístila na místě druhém.více informací v rozhovoru (https://youtu.be/6SMdaB4qFOc?si=jlL98E9j8UvctccH)

## Historie

### Raná léta kapely (2003–2005)
2003
- Byla založena kapela Dymytry ve složení: Ondřej Černý (zpěv), Jiří „Dymo“ Urban (kytara), Rudolf „Dr. Molitanov“ Neumann (kytara), Petr „Ozz“ Štochl (basová kytara), Michal „Chali“ Chalupka (bicí).

2004
- Kapela vydala demo nahrávku Promo, ještě s Ondrou Černým za mikrofonem.

2005
- Konkurz na nového zpěváka vyhrál Honza Macků a přidal se ke kapele.
- Po dvou společně odehraných koncertech v Praze a Českém Krumlově přišel nový frontman s nápadem hrát v maskách, aby se odlišili od ostatních kapel. Masky nechal vyrobit „Dymo“ u maskéra z Národního divadla, který má velkou zálibu v chovu hmyzu, jehož motivy použil jako předlohu.

### Album Psy-core, růst popularity po boku Arakain a na prestižních festivalech (2006–2009)
2006
- Vyšel debutový multisingl s názvem Psy-core.

2007
- Od této doby začalo intenzivní hraní na velkých hudebních festivalech a jiných menších akcích v České republice.
- Kapela si také zkusila roli předkapely na výročním koncertu Arakainu v pražském Edenu.

2008
- V lednu na pozici baskytaristy vystřídal Marka Haruštiaka Artur Mikhaylov.[4]
- Kapela změnila management. Dobrou práci nového managementu potvrdilo vystoupení na slovenském Infernofestu 2008 na hlavní scéně v zajímavém čase.

2009
- Kapela byla předkapelou na turné skupiny Arakain a na velkých festivalech v ČR.
- Ke skupině se připojil bubeník Miloš Meier, a to pouze na natočení alba Neser a na hostování na několika koncertech. Nakonec Miloš s kapelou zůstal a nejvíce koncertů hraje právě s ní.[5]

### První dlouhohrající album Neser, vystoupení ve Wackenu, poprvé na hlavní stage MoR (2010–2011)
2010
- Kapela vydala za pomoci Metalgate první plnohodnotné CD s názvem Neser. To mělo velmi dobrou odezvu.
- Dymytry zvítězili hned ve dvou soutěžích: české kolo Wacken Metal Battle, které skupině zajistilo hraní na festivalu v německém Wackenu a v soutěži s názvem MetalGate Massacre.
- Vystoupili na Metalfestu, Benátské noci, Noci plné hvězd, Basinfirefestu.

2011
- První vystoupení na festivalu Masters of Rock. I přes nepříznivý čas vystoupení (neděle, 9:30–10:20 ráno) sklidili obrovský úspěch.

### Album Neonarcis, nové masky (2012–2013)
2012
- Kapela vystoupila na českém Metalfestu a odehrála desítky koncertů po celé ČR.
- Skupina vydala nové CD s názvem Neonarcis, které mělo opět výborné ohlasy a zájem o něj byl obrovský.
- Při příležitosti křtu Neonarcise kapela zmodernizovala své masky.

### Album Homodlak, turné s Arakain, EP Z pekla, první samostatné turné (2014–2015)
2014
- Začátkem roku začala kapela nahrávat nové album Homodlak, které vyšlo 28. února, ještě před odstartováním společné jarní tour s kapelou Arakain (Arakain Dymytry Tour 2014).
- Při příležitosti tour vznikl i společný singl obou kapel pod názvem „Jedna krev“, který byl na všech koncertech tour hrán od obou kapel najednou v počtu všech deseti členů.
- Spolu s novým albem kapela natočila svůj první oficiální hraný videoklip k songu „Baskerville“, pocházejícímu z této nové desky.
- Společnou tour s kapelou Arakain si zopakovali i na podzim. Při této příležitosti vznikly dva další společné singly „Bouřlivá krev“ a „Žít svůj sen“. Ze společného podzimního tour vzešlo i DVD Arakain Dymytry Tour 2014, jehož křest se odehrál spolu s autogramiádou v Praze v podniku Slušnej kanál 4. 12. 2014.
- V květnu kapela vystoupila na plzeňském Metalfestu.

2015
- Kapela vydala EP Z pekla spolu s videoklipy k oběma novým skladbám a uspořádala svoje první samostatné turné s názvem Psy-core Tour 2015. K tour přichystala kapela spoustu novinek. Kromě singlů „Z Pekla“ a „Ne Nikdy!“ nakoupila obrazovky na pódium, jejich webové stránky dostaly nový kabát a spolu s pivovarem Svijany připravili pro fanoušky Svijanského Barona v dvoulitrovém plechovém kabátě ve stylu Dymytry. Na závěrečném koncertě Psy-core Tour 2015 natočila kapela svoje první DVD Živě 2015 (které vyšlo ještě před koncem roku).
- Přes léto kapela vystoupila na festivalu Masters of Rock a na mnoha dalších českých festivalech.
- V září a v říjnu Dymytry vyrazili na společné turné se skupinou Walda Gang, které neslo název Metalový cirkus.
- 31.10. v Děčíně kapela odstartovala podzimní část Psy-core Tour.

### Album Agronaut, další turné s Arakain, EP Sedmero krkavců, první album v angličtině, Reser (2016–2017)
2016
- Kapela vydala své čtvrté studiové album pod názvem Agronaut. Společně s kapelou Arakain vyrazila už podruhé na Arakain Dymytry Tour a před podzimní částí turné vyšlo živé album Arakain/Dymytry – Live 2016, nahrané během jarní části. K turné byla složena nová společná píseň „Do stejný řeky“.

2017

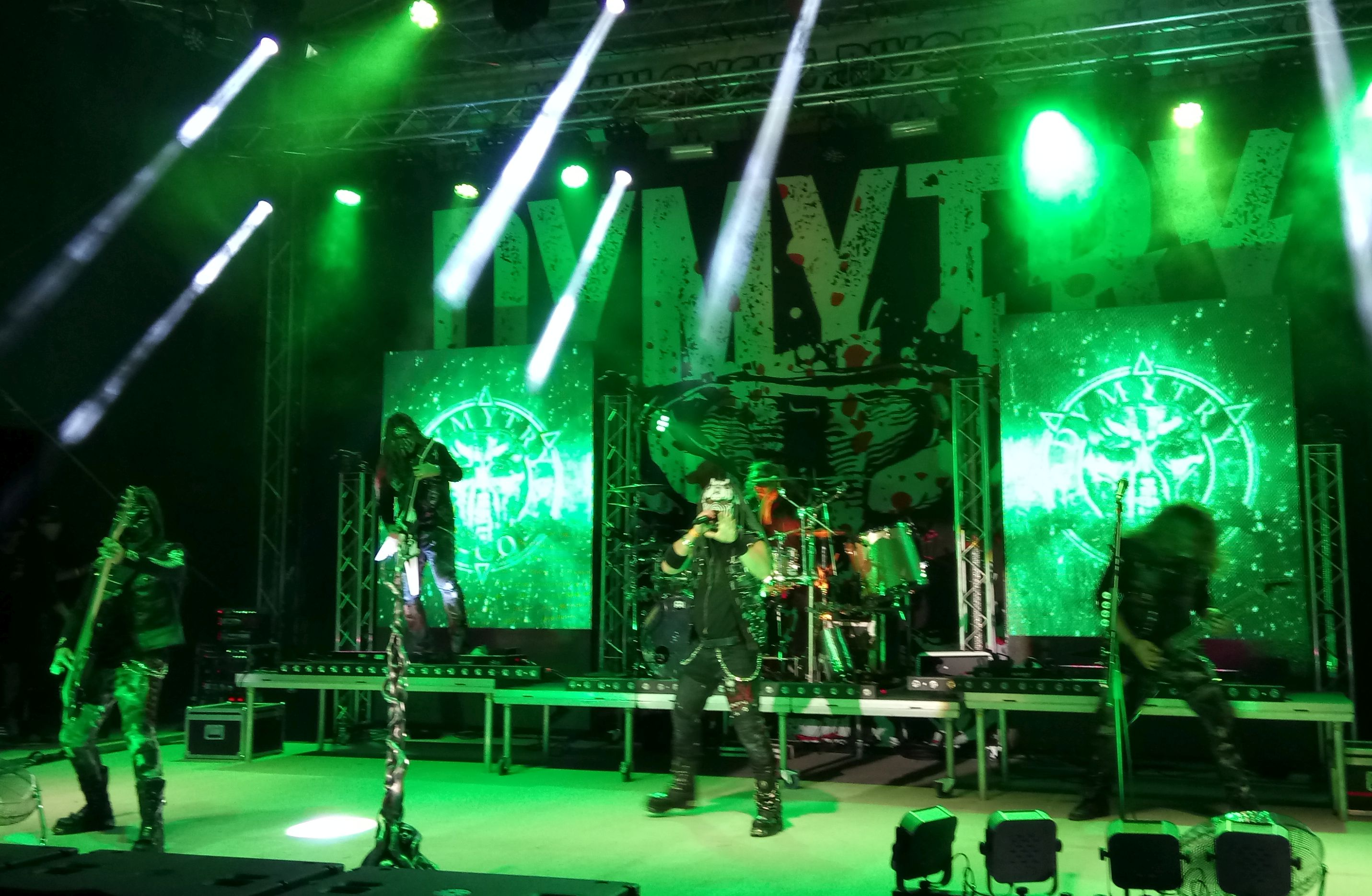
Zleva: „R2R“, „Gorgy“,„Protheus“, „Mildor“, „Dymo“, (Mikulovské pivobraní 2017)

- Kapela se vydala na své druhé samostatné turné s názvem Krby Kamna Turyna Tour 2017. Tour mělo celkem 16 zastávek, z toho dvě v malých klubech Attic v Litvínově a Apollo 13 v Prostějově, kde se také Dymytry s klubem rozloučili, protože v dubnu klub ukončil svou činnost.[6] V obou klubech bylo vyprodáno a kapela hrála z kapacitních důvodů bez hostů, na ostatních štacích, ve větších sálech, jim dělali předskokany pražští Loco Loco a znojemští X-Core.
- Při příležitosti tour Dymytry vydali EP Sedmero krkavců a modernizovali své koncertní kostýmy. O kostýmy se postaral divadelní návrhář Roman Šolc, jejich hlavním společným znakem byly metalové kalhoty.[6] V tradičních kožených sukních kapela měla derniéru na závěrečném koncertu Arakain Dymytry Tour 2016, 17. prosinc 2016 v Bezně.
- Od března byla, na přání fanoušků, alba kapely dostupná v mezinárodních obchodech a službách s digitální hudbou (iTunes, Spotify, Amazon Music, Tidal, Google Play, Deezer).
- 1. června kapela na svém facebookovém profilu oznámila, že dostala příležitost hrát v zahraničí (později odhaleno jako podzimní turné 2018 po Německu s kapelou Hämatom[7]) a připravuje proto vystoupení v angličtině. Spolu s oznámením byl zveřejněn první videoklip Barricades, anglická verze „Barikád“ z posledního EP. Klip oproti české verzi obsahuje prostřihy z událostí sametové revoluce. Skladba „Barricades“ vyšla, společně s dalšími skladbami přeloženými do angličtiny, na EP United We Stand už 30. května 2017 v digitální podobě, i když album bylo oficiálně oznámeno až o dva dny později.
- 14. července znovu po dvou letech hráli na vyprodaném Masters of Rock a zahájili zde předprodej vstupenek na Megakoncert „MONSTRUM“ k oslavám patnáctého výročí od vzniku kapely, který byl plánován na 23. března 2018 v pražské Incheba aréně (také známé jako Malá sportovní hala).[8]
- 13. října začalo podzimní headline turné s názvem Svijany Tour 2017 se 16 koncerty. Hostem byla kapela Komunál.
- 5. listopadu vyšlo dvojalbum Reser, které obsahuje remaster alba Neser!, kompletní remake alba Psy-core a všechny doposud vydané singly včetně novinky „Iluze“.[8][9][10][11]

### 15 let kapely, megakoncert v Praze, s Hämatom za hranice, nové masky, albumRevolter(2018–2019)
2018
- 22. ledna byl představen singl „S nadějí“ (s časovou exkluzivitou na Radiu Čas Rock), který vznikl speciálně pro nadcházející turné a výročí kapely a zahrála v něm i violoncellistka Terezie Kovalová.[12] 28. ledna byl ke skladbě natočen klip společně s několika fanoušky[13] a veřejnosti byl představen 5. února.[14]
- 10. února odstartovalo turné k patnáctému výročí kapely s názvem 15 let pod maskou. Na osmi zastávkách byla hostem německá kapela Hämatom,[15] stálým hostem pak byli Jerem.I.[7]
- Součástí výročního turné byl Megakoncert „MONSTRUM“ v Praze 23. března. Zde proběhla největší oslava narozenin kapely.
- Během turné si Dymytry (původně neplánovaně) odskočili také do Vídně (17.2.) a Lucernu (18.2.) jako host Hämatom[16] a odehráli set složený jak ze skladeb v angličtině, tak z několika původních, českých.[17] Hämatom byli totiž nuceni tyto release shows k jejich novému albu přeložit (z důvodu nemoci zpěváka) a v novém termínu s nimi již nemohla dříve smluvená předkapela.[18]
- 15. května, den před posledním koncertem turné, se Dymytry a Hämatom sešli v Praze v nahrávacím studiu a pracovali na dosud neoznámeném společném projektu.[19]
- Na podzim jeli Dymytry turné po Německu opět jako host německých Hämatom.[7] Na tomto turné kapela vystupovala v angličtině. V návaznosti na turné vystoupila také na tradičním festivalu kapely Hämatom – Dämonentanz, 26. prosince v Trockau.[20]
- Při vydání nového videoklipu (Pot a krev) byl oznámen i dvojkoncert Monstrum II s daty 19. prosince 2018 v Praze (Forum Karlín) a 21. prosince v Ostravě (Trojhalí Karolina). V Praze je doprovodil Hämatom,[21] v Ostravě další německá kapela, Megaherz.
- 23. září bylo oznámeno druhé EP nazpívané v angličtině s názvem Beast From The East. S oznámením byl zveřejněn videoklip k písni „Awaking the Monster“ a všechny skladby z alba bylo možné slyšet na radiu Beat v pořadu Hard & Heavy, kde byl také rozhovor s Dymem o tomto albu i o nadcházejícím turné v Německu. Album mělo vyjít v digitální i fyzické podobě v posledním zářijovém týdnu. V rozhovoru Dymo prozradil setlist, jaký chtěli v Německu hrát: kromě všech čtyř skladeb z nového EP také „Barricades“ a „United We Stand“ ze stejnojmenného EP, dosud nevydanou anglickou verzi skladby „Sekerou“ („Axe“) a také cover k titulní písni filmu Krotitelé duchů, „Ghostbusters“ od Raye Parkera.
- 27. září vyšel první společný singl (s videoklipem) s Hämatom s názvem „Behind the Mask“.[22]

2019
- 10. března byl zveřejněn singl „Pravda a lež“, včetně klipu. Premiéra proběhla na serveru idnes.cz. Tímto klipem byly také představeny nové masky, které navrhl Jakub Gründler.[23]
- 15. března začalo S nadějí Tour 2019.[24]
- Na podzim byla vydána dlouhohrající deska v českém jazyce s názvem Revolter.[25] Album bylo představeno na podzimním Revolter Tour 2019.[26]

### Remaster albaNeonarcisaHomodlak, nové albumPharmagedon, nové masky, platinová deskaRevolter(2021–2022)
2021
- 17. října premiéra remasteru písničky „Média“ z alba Neonarcis
- 7. listopadu podepsali nahrávací smlouvu s německou společností AFM Records, pod tuto společnost nahrávají třeba U.D.O. nebo Lordi.

2022
- v únoru anglická verze Revoltera nazpívaná A.L., Revolt
- na konci února vydali na YouTube první písničku z nového alba Pharmageddon „Lidice“, v březnu „Země krále Miroslava“ a „Ve světě lží“, v dubnu „Černá je metal“
- v březnu zahájili jarní část Pharmageddon tour
- pár dní po vydání desky bylo album oceněno zlatou deskou za prodeje ve výši 500 000 Kč
- přes léto s A.L. za mikrofonem objeli Německo s Thundermother
- v červenci videoklip s Eva Burešová a Přemkem Foreitem „Žena z oceli“
- od října do prosince odehráli své první Evropské tour s 21 zastávkami, jako předkapela hard rockové kapely Lordi
- na konci listopadu zahájili podzimní halovou část Pharmageddon tour
- 10. prosince oznámili jejich výroční koncert v O2 aréně ke 20. letem na scéně

### 20 let kapely, Protheus končí, Dymytry za hranice (Pantera, Hämatom), platinová deskaPharmagedon(2023)

#### 2023
- 25. ledna představili turné Dymytry Hämatom CZ tour, které mělo 8 zastávek a účast na zahraničním turné s Hämatomem – LIEBE & HASS Tour 2023, které mělo 14 zastávek v Německu, Rakousku a Švýcarsku
- v únoru představili EP s Hämatomem – Víc Než Bůh
- v březnu vydali a EP s Hämatomem – Pin Me Down, dále přebrali platinovou desku za album Pharmagedon
- v dubnu oznámili účast na festivalu Area 53 v Rakousku
- 1. června oznámili obrovskou novinu a to, že budou hrát se skupinou Pantera ve Stuttgartu a v Drážďanech
- 4. října oznámili, že zpěvák Protheus odejde na sólovou dráhu po výročním koncertě v O2 aréně ke 20 letům na scéně
- 29. listopadu vydali nové CD Best of 2003–2023
- 10. prosince potvrdili účast na turné Monster Meeting společně s kapelou Traktor, Alkehol a Arakain
- 17. prosince Václav Noid Bárta byl představen novým videoklipem jako nový zpěvák skupiny

### Začátek nové éry, Dymytry v Evropě, druhé zahraniční album (2024)
2024
- Na začátku roku potvrdili účast na několika zahraničních festivalech (Summer Breeze – Německo, Rock The Lakes – Švýcarsko, Into the Grave – Nizozemsko, Leyendas del Rock – Španělsko...)
- 15. ledna představili první samostatné zahraniční turné Five Angry Men, které čítá 9 koncertů v Německu a Švýcarsku
- 26. ledna vydali již druhé zahraniční album – Five Angry Men
- V dubnu vydali společnou písničku „Máme Svoji Tvář“ se skupinou Traktor pro turné Monster Meeting 2024. Dále vypustili do světa song „Zítřek Nám Nikdo Neslíbí“. Na sociálních sítích oznámili hned několik letních koncertů se skupinou Mushroomhead po Anglii a Nizozemsku.
- 20. listopadu vydávají nové album V dobrým i zlým, poprvé s novým frontmanem Václav Noid Bárta.

2025
- Kapela společně vyjela na V dobrým i zlým Tour s 20 městy. Společně s nimi na tour vystupuje i kapela #Černá.
- Kapela v dubnu oznámila rozdělení názvu pro české a zahraniční fanoušky. Pro zahraniční část kapely a fanoušky byl vytvořen název Dymytry Paradox.

## Členové
Současní
- Jiří „Dymo“ Urban (kytara, od založení 2003)
- Václav Noid Bárta (zpěv, od 2023)
- Jan „Gorgy“ Görgel (kytara, od 2009)
- Artur „R2R“ Michajlov (basová kytara, od 2008)[27]
- Miloš „Mildor“ Meier (bicí, od 2009)[5]

Dřívější
- Jan „Protheus“ Macků (zpěv, 2005–2023)
- Ondřej Černý (zpěv, 2003–2005)
- Alen „A.L.“ Ljubić (zpěv, 2021–2025, jen pro zahraniční koncerty, dále v Dymytry Paradox)
- Rudolf „Dr. Molitanov“ Neumann (kytara, 2003–2009)
- Marek Bero (basová kytara, 2007–2008)
- Petr „Ozz“ Štochl (basová kytara, 2003–2006)
- Lukáš „HellBoy“ Pavlík (bicí, 2007–2009)
- Marek Fryčák (bicí, 2009)
- Michal „Chalimero“ Chalupka (bicí, 2003–2007)
- Eduard Štěpánek (bicí, zaskakoval za Miloše Meiera, 2010–2017)

Časová osa 

## Diskografie
| Rok                        | Název alba                                   | Formát        | Vydavatel       | Zpěvák                   |
| Studiová alba              | Studiová alba                                | Studiová alba | Studiová alba   | Studiová alba            |
| -------------------------- | -------------------------------------------- | ------------- | --------------- | ------------------------ |
| 2010                       | Neser                                        | CD, DL        | Metalgate       | Protheus                 |
| 2012                       | Neonarcis                                    | CD, DL        | Metalgate       | Protheus                 |
| 2014                       | Homodlak                                     | CD, DL        | Alfedus music   | Protheus                 |
| 2016                       | Agronaut                                     | CD, DL        | Dymytry         | Protheus                 |
| 2019                       | Revolter                                     | CD, DL, LP    | Dymytry         | Protheus                 |
| 2022                       | Revolt                                       | CD, DL, LP    | AFM Records     | A.L. Lubic               |
| 2022                       | Pharmageddon                                 | CD, DL, LP    | Dymytry         | Protheus                 |
| 2024                       | Five Angry Men                               | CD, DL, LP    | AFM Record      | A.L. Lubic               |
| 2024                       | V Dobrým I Zlým                              |               | Dymytry         | Noid                     |
| EP, singly                 |                                              |               |                 |                          |
| 2006                       | Psy-core                                     | CD, DL        | Open Media      | Protheus                 |
| 2015                       | Z pekla                                      | CD, DL        | Dymytry         | Protheus                 |
| 2017                       | Sedmero krkavců                              | CD, DL        | Dymytry         | Protheus                 |
| 2017                       | United We Stand                              | CD, DL        | Dymytry         | Protheus                 |
| 2018                       | Beast From The East                          | CD, DL        | Dymytry         | Protheus                 |
| 2018                       | Behind the Mask (s Hämatom)                  | DL            | -               | Protheus / Nord          |
| 2023                       | Víc Než Bůh (s Hämatom)                      | DL            | Dymytry         | Protheus / Nord          |
| 2023                       | Pin Me Down (s Hämatom)                      | DL, LP        | Hämatom         | Alen Ljubic / Nord       |
| Koncertní alba             |                                              |               |                 |                          |
| 2014                       | Arakain Dymytry Tour 2014                    | DVD           | 2P Production   | Protheus / Jan Toužimský |
| 2015                       | Živě 2015                                    | DVD, CD, DL   | Dymytry         | Protheus                 |
| 2016                       | Arakain/Dymytry – Live 2016                  | CD            | 2P Production   | Protheus / Jan Toužimský |
| 2018                       | Monstrum žije!                               | DVD, CD       |                 | Protheus                 |
| Kompilace                  |                                              |               |                 |                          |
| 2017                       | Reser                                        | CD, DL        | Dymytry         | Protheus                 |
| 2023                       | Best of 2003–2023                            | CD, DL        | Dymytry         | Protheus                 |
| Demo nahrávka              |                                              |               |                 |                          |
| 2004                       | Promo                                        | CD            | Dymytry         | Ondřej Černý             |
| 2008                       | Black                                        | DL            | Dymytry         | Protheus                 |
| DVD                        |                                              |               |                 |                          |
| 2014                       | Arakain Dymytry Tour 2014                    | DVD           | 2P Production   | Protheus / Jan Toužimský |
| 2015                       | Živě 2015                                    | DVD, CD, DL   | Dymytry         | Protheus                 |
| 2018                       | Monstrum žije!                               | DVD, CD       |                 | Protheus                 |
| Příspěvky na tributní alba |                                              |               |                 |                          |
| 2009                       | AB 50 - A Tribute to Aleš Brichta (Kyselina) | CD            | T Production CZ | Protheus                 |
| 2017                       | Komunál Tribute (Vlci v nás)                 | CD            | Komunál         | Protheus                 |

| Česky | Anglicky |

## Videoklipy
Dymytry (CZ)
| Název                        | Album                     | Rok  | Poznámka                                                                        | YouTube kanál |
| ---------------------------- | ------------------------- | ---- | ------------------------------------------------------------------------------- | ------------- |
| D.O.S.T.                     | Neser                     | 2008 | Sestřih z koncertů                                                              | Daniel D      |
| Strážná věž                  | Neser                     | 2010 |                                                                                 | Grieux        |
| Smysl už nehledám            | Neser                     | 2011 | Hi Metal Most 2011                                                              | Dymytry       |
| Strážná věž                  | Neser                     | 2011 | Masters of Rock 2011                                                            | Dymytry       |
| Ocelová parta                | Neonarcis                 | 2013 | Masters of Rock 2013                                                            | Dymytry       |
| Média                        | Neonarcis                 | 2013 | Masters of Rock 2013                                                            | Dymytry       |
| Baskerville                  | Homodlak                  | 2014 |                                                                                 | Dymytry       |
| Dymytry                      | Arakain Dymytry Tour 2014 | 2014 |                                                                                 | Dymytry       |
| Plameňáci                    | Arakain Dymytry Tour 2014 | 2014 |                                                                                 | Dymytry       |
| Z Pekla                      | Z pekla                   | 2015 |                                                                                 | Dymytry       |
| Ne nikdy!                    | Z pekla                   | 2015 |                                                                                 | Dymytry       |
| Občas pocit mám              | Živě 2015                 | 2015 | Palác Akropolis                                                                 | Dymytry       |
| Zase mi lhali                | Živě 2015                 | 2015 | Palác Akropolis                                                                 | Dymytry       |
| Kdo ví co přijde             | Živě 2015                 | 2015 | Palác Akropolis, unplugged                                                      | Dymytry       |
| Harpyje                      | Živě 2015                 | 2015 | Palác Akropolis, unplugged                                                      | Dymytry       |
| Benzín                       | Živě 2015                 | 2015 | Palác Akropolis, unplugged                                                      | Dymytry       |
| Lunapark                     | Živě 2015                 | 2015 | Masters of Rock 2015                                                            | Dymytry       |
| Věrni zůstaneme              | Agronaut                  | 2016 |                                                                                 | Dymytry       |
| Dej Bůh štěstí               | Agronaut                  | 2016 | Masters of Rock 2017                                                            | Dymytry       |
| Barikády                     | Sedmero krkavců           | 2017 |                                                                                 | Dymytry       |
| Pod vodou                    | Sedmero krkavců           | 2017 |                                                                                 | Dymytry       |
| Sedmero krkavců              | Sedmero krkavců           | 2017 |                                                                                 | Dymytry       |
| Barricades                   | United We Stand           | 2017 | Anglicky                                                                        | Dymytry       |
| Captain Heroin               | Reser                     | 2017 | Remake, původní skladba z alba Psy-core                                         | Dymytry       |
| Iluze                        | Reser                     | 2017 |                                                                                 | Dymytry       |
| Silence                      | Reser                     | 2017 | Remake, původní skladba z alba Psy-core                                         | Dymytry       |
| Vlci v nás                   | Komunál Tribute           | 2017 | Komunál cover                                                                   | Dymytry       |
| S nadějí                     | –                         | 2018 |                                                                                 | Dymytry       |
| Kniha života                 | Agronaut                  | 2018 |                                                                                 | Dymytry       |
| Pot a krev                   | –                         | 2018 | Sbory nahrány na Metalfest Open Air 2018, obrazový záznam z koncertu „MONSTRUM“ | Dymytry       |
| Awaking the Monster          | Beast From The East       | 2018 | Obrazový záznam z koncertu „MONSTRUM“                                           | Dymytry       |
| Pravda a lež                 | Revolter                  | 2019 | Představeny nové masky                                                          | Dymytry       |
| Chernobyl                    | Revolter                  | 2019 | Představeny nové masky                                                          | Dymytry       |
| Není cesty ven               | Revolter                  | 2019 | Představeny nové masky                                                          | Dymytry       |
| Zůstaň stejná                | Revolter                  | 2019 | Představeny nové masky                                                          | Dymytry       |
| 300                          | Revolter                  | 2019 | Představeny nové masky                                                          | Dymytry       |
| Klub rváčů                   | Revolter                  | 2019 | Představeny nové masky                                                          | Dymytry       |
| Komu zvoní hrana             | Revolter                  | 2019 | Představeny nové masky                                                          | Dymytry       |
| REVOLTER                     | Revolter                  | 2019 | Představeny nové masky                                                          | Dymytry       |
| Volám jméno tvý              | Revolter                  | 2020 | Představeny nové masky                                                          | Dymytry       |
| ČERNÍ ANDĚLÉ                 |                           | 2020 | Metal cover LUCIE                                                               | Dymytry       |
| MÉDIA (Remastered)           | Homodlak Neonarcis        | 2021 | Remaster CD Homodlak a Neonarcis                                                | Dymytry       |
| LIDICE                       | Pharmagedon               | 2022 | Nové Masky, Tour Pharmagedon                                                    | Dymytry       |
| ZEMĚ KRÁLE MIROSLAVA         | Pharmagedon               | 2022 | Nové Masky, Tour Pharmagedon                                                    | Dymytry       |
| VE SVĚTĚ LŽÍ                 | Pharmagedon               | 2022 | Nové Masky, Tour Pharmagedon                                                    | Dymytry       |
| ČERNÁ JE METAL               | Pharmagedon               | 2022 | Nové Masky, Tour Pharmagedon                                                    | Dymytry       |
| JAKO INDIÁN                  | Pharmagedon               | 2022 | Nové Masky, Tour Pharmagedon                                                    | Dymytry       |
| OBČAS POCIT MÁM (Remastered) | Best of 2003 – 2023       | 2023 | Ukončení éry s Protheem                                                         | Dymytry       |
| MY JEŠTĚ NECHCEM JÍT         | V dobrým i zlým           | 2023 | Oznámení nové éry s novým českým zpěvákem (Václav NOID Bárta)                   | Dymytry       |
| ZÍTŘEK NÁM NIKDO NESLÍBÍ     | V dobrým i zlým           | 2024 | Představení jednotlivých skladeb z alba V dobrým i zlým.                        | Dymytry       |
| ADIEU                        | V dobrým i zlým           | 2024 | Představení jednotlivých skladeb z alba V dobrým i zlým.                        | Dymytry       |
| DIGITÁLNÍ TRÁVA              | V dobrým i zlým           | 2024 | Představení jednotlivých skladeb z alba V dobrým i zlým.                        | Dymytry       |
| V DOBRÝM I ZLÝM              | V dobrým i zlým           | 2024 | Představení jednotlivých skladeb z alba V dobrým i zlým.                        | Dymytry       |
| NÁRODNÍ TŘÍDA                | V dobrým i zlým           | 2024 | Představení jednotlivých skladeb z alba V dobrým i zlým.                        | Dymytry       |
| NA SLEPÝ KOLEJI              | V dobrým i zlým           | 2024 | Představení jednotlivých skladeb z alba V dobrým i zlým.                        | Dymytry       |
| PRÁVO VOLBY                  | V dobrým i zlým           | 2024 | Představení jednotlivých skladeb z alba V dobrým i zlým.                        | Dymytry       |
| DUŠE V MÍRU                  | V dobrým i zlým           | 2025 | Představení jednotlivých skladeb z alba V dobrým i zlým.                        | Dymytry       |

Dymytry (EN)
| Název                  | Album               | Rok  | Poznámka                                                                      | YouTube kanál |
| ---------------------- | ------------------- | ---- | ----------------------------------------------------------------------------- | ------------- |
| Awaking the Monster    | Beast from the East | 2018 | EP Beast from the East, Turné s Hämatom                                       | Dymytry       |
| Chernobyl 2.0          | Revolt              | 2021 | Nové album Revolt, Nový zpěvák pro zahraničí                                  | AFM Records   |
| Revolt                 | Revolt              | 2021 | Nové album Revolt                                                             | AFM Records   |
| Somebody's Watching Me | Revolt              | 2022 | Nové album Revolt                                                             | AFM Records   |
| Never Gonna Die        | Revolt              | 2022 | Nové album Revolt                                                             | AFM Records   |
| Rise And Shine         | Revolt              | 2022 | Nové album Revolt                                                             | AFM Records   |
| 300                    | Revolt              | 2022 | Nové album Revolt                                                             | AFM Records   |
| Enemy List             | Five Angry Men      | 2023 | Nové album Five Angry Men – odráží odchod Protheuse a náročné období v kapele | AFM Records   |
| Everything Is Black    | Five Angry Men      | 2023 | Nové album Five Angry Men – odráží odchod Protheuse a náročné období v kapele | AFM Records   |
| Five Angry Men         | Five Angry Men      | 2024 | Nové album Five Angry Men – odráží odchod Protheuse a náročné období v kapele | AFM Records   |
| Legends Never Die      | Five Angry Men      | 2024 | Klip k novému albu Five Angry Men                                             | AFM Records   |
| Three Steps To Hell    | Five Angry Men      | 2024 | Klip k novému albu Five Angry Men                                             | AFM Records   |

Arakain & Dymytry
| Název          | Album                       | Rok  | Poznámka                                                                   | YouTube kanál   |
| -------------- | --------------------------- | ---- | -------------------------------------------------------------------------- | --------------- |
| Jedna krev     | Arakain/Dymytry – Live 2016 | 2014 | Složeno pro Arakain Dymytry Tour 2014                                      | Honza Toužimský |
| Bouřlivá krev  | Arakain/Dymytry - Live 2016 | 2014 | Složeno pro Arakain Dymytry Tour 2014                                      | Honza Toužimský |
| Žít svůj sen   | –                           | 2014 | Adele cover („Set Fire To The Rain“) Složeno pro Arakain Dymytry Tour 2014 | Honza Toužimský |
| Do stejný řeky | Arakain/Dymytry – Live 2016 | 2016 | Složeno pro Arakain Dymytry Tour 2016                                      | Dymytry         |

Hämatom & Dymytry
| Název                | Album                   | Rok  | Poznámka                                      | YouTube kanál |
| -------------------- | ----------------------- | ---- | --------------------------------------------- | ------------- |
| Behind the Mask      | -                       | 2018 | Složeno pro Bestie Der Freiheit Tour 2018     | WackenTV      |
| Ser na System        | Maskenball              | 2019 |                                               | Hämatom       |
| Pin me down(CZ,EN)   | Víc Než Bůh,Pin Me Down | 2023 | Představení nového EP Společné tour s Hämatom | Dymytry       |
| Víc Bež Bůh          | Víc Než Bůh,Pin Me Down | 2023 | Představení nového EP Společné tour s Hämatom | Dymytry       |
| Tschernobyl 3.0 (DE) | Víc Než Bůh,Pin Me Down | 2023 | Představení nového EP Společné tour s Hämatom | Hämatom       |
| Pin Me Down (EN)     | Pin Me Down             | 2023 | Představení nového EP Společné tour s Hämatom | Hämatom       |

Traktor & Dymytry
| Název                | Album | Rok  | Poznámka             | YouTube kanál |
| -------------------- | ----- | ---- | -------------------- | ------------- |
| MONSTER MEETING      | SSK   | 2020 | Monster Meeting 2020 | TRAKTOR TV    |
| Spolu se cítíme živí |       | 2020 | Monster Meeting 2020 | Dymytry       |
| Máme Svoji Tvář      |       | 2024 | Monster Meeting 2024 | Dymytry       |

| Klasický klip | Koncertní klip | Lyric video |

## Koncertní turné
Samostatná (CZ):
- Psy-core Tour 2015
- Krby Kamna Turyna Tour 2017
- Svijany Tour 2017
- 15 let pod maskou
- Monstrum II
- S nadějí Tour 2019
- Revolter Tour 2019
- Neonarcis a Homodlak Tour 2021
- Pharmagedon Tour 2022
- Dymytry Hämatom CZ Tour 2023
- V Dobrým I Zlým Tour 2025

Samostatná (EN):
- FIVE ANGRY MEN TOUR 2024

Dymytry & Walda Gang
- Metalovej Cirkus

Dymytry & Traktor
- Monster Meeting 2020
- Monster Meeting 2021
- Monster Meeting 2024

Arakain & Dymytry:
- Arakain Dymytry Tour 2014
- Arakain Dymytry Tour 2016

Jako host:
- Hämatom - Bestie Der Freiheit Tour 2018
- Lordi - LORDIVERSITOUR 2022
- Hämatom - LIEBE & HASS Tour 2023
- Pantera - For the brothers. For the fans. For legacy. EU Tour (2023)
- Mushroomhead - EU/UK 2024 Tour